# Centene
Cet article possède un paronyme, voir Centène.
Centene Corporation est une entreprise américaine d'assurance santé. Elle est basée à Saint-Louis dans le Missouri.

## Histoire
Dans les années 1990, Centene croît en reprenant des peties sociétés spécialisées dans l'approvisionnement de plans d'assurances financés par les États américains pour les bénéficiaires de Medicaid. En décembre 2001, Centene fait son entrée au Nasdaq. En 2008, Centene annonce la réduction des plans de remboursement pour les personnes âgées et les handicappés, ce qui provoque une augmentation de 9% de ses actions en bourse.
En juillet 2015, Centene lance une offre d'acquisition sur Health Net pour 6,3 milliards de dollars. En janvier 2016, la société admet avoir perdu les données médicales de 950.000 de ses clients.
En septembre 2017, Centene annonce l'acquisition de Fidelis Care, compagnie d'assurances active dans l'État de New York avec 1,6 million de clients, pour 3,75 milliards de dollars.
En mars 2019, Centene annonce l'acquisition de WellCare pour 15,3 milliards de dollars (ou 17,3 milliards de dollars).
En janvier 2021, Centene annonce l'acquisition de Magellan Health, compagnie d'assurances spécialisée en psychiatrie, pour 2,2 milliards de dollars. En septembre 2021, Centene consolide ses offres Medicare (distribuées dans 33 États américains) sous une marque unique, Wellcare.
En août 2022, Centene annonce que 90% de ses salariés travaillent maintenant en télétravail ou en travail pendulaire depuis la pandémie de covid-19.